# Anthony Ashley-Cooper (7. hrabia Shaftesbury)

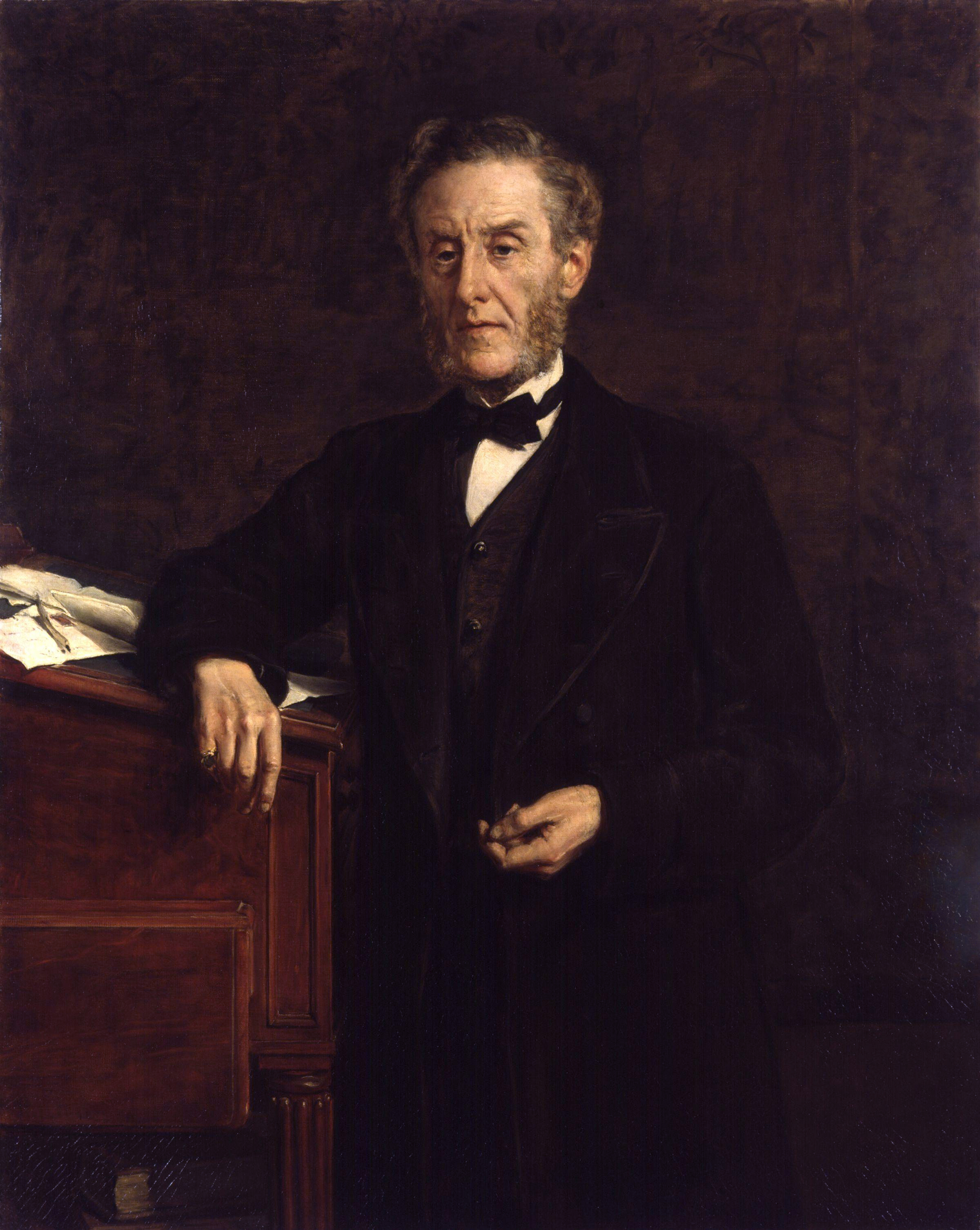
Anthony Ashley-Cooper, 7. hrabia Shaftesbury (obraz Johna Collier)

Anthony Ashley Cooper, 7. hrabia Shaftesbury (ur. 28 kwietnia 1801, zm. 1 października 1885) – angielski polityk, filantrop, reformator społeczny.

## Życiorys
Był 7. hrabią (earlem) Shaftesbury. Ukończył studia na uniwersytecie w Oksfordzie. Od 1826 był członkiem parlamentu brytyjskiego. Działał na rzecz poprawy warunków pracy i życia najniższych klas społecznych. Zajmował się sprawami ochrony zdrowia osób psychicznie chorych. W 1845 stanął na czele powołanej z jego inicjatywy parlamentarnej Komisji do Spraw Chorób Psychicznych (Lunacy Commission). Doprowadził do uchwalenia w 1847 ustawy o 10-godzinnym dniu pracy (Ten-Hours Act), w 1874 chroniącej prawa pracownicze ustawy o fabrykach (Factory Act). Zabiegał o ograniczenie pracy dzieci i o poprawę warunków pracy kobiet. Był zaangażowany w tworzenie szkół dla dzieci z ubogich rodzin (Ragged Schools). W 1844 zorganizował unię takich szkół (Ragged School Union) i został jej prezesem; w połowie XIX wieku w całym Zjednoczonym Królestwie było już ponad 200 takich placówek.
Był przywódcą ewangelikalnego nurtu Kościoła Anglii. Sprzeciwiał się anglokatolicyzmowi, ale jednocześnie popierał przyjęcie w 1829 ustawy o wolności wyznania dla rzymskich katolików (Catholic Emancipation Act). Pełnił funkcję prezesa Brytyjskiego i Zagranicznego Towarzystwa Biblijnego.